# Pallottola invertita

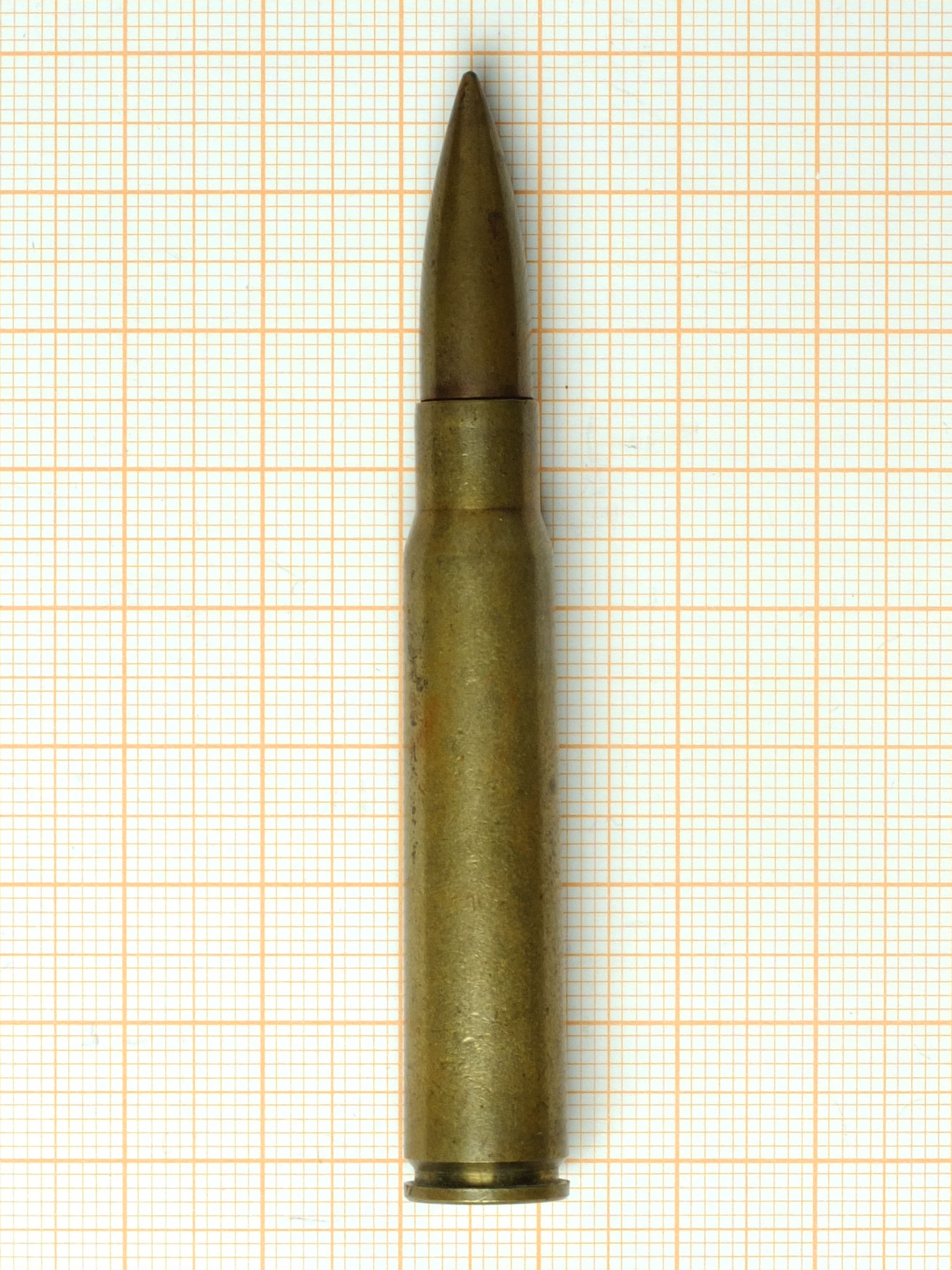
La cartuccia 7,92 × 57 mm Mauser utilizzata dal Mauser Gewehr 98

Quella della pallottola invertita era una tattica anticarro usata dall'Esercito imperiale tedesco per penetrare l'armatura dei carri armati britannici della prima guerra mondiale.

## Storia
Quando il carro armato britannico Mark I fece il suo debutto nel 1916, la sua corazza si dimostrò impenetrabile al fuoco dei fucili standard e delle loro pallottole. Il primo tentativo di aumentare la penetrazione del fuoco dei fucili di fanteria tedesca fu quello della "pallottola invertita". Questa tecnica utilizzava una normale cartuccia 7,92 × 57 mm Mauser da fucile, ma la pallottola veniva posizionata al contrario, con il retro esposto all'infuori, e più propellente veniva aggiunto nel bossolo. Una volta sparato, il duro retro smussato della pallottola avrebbe colpito per primo il bersaglio e la pallottola non si sarebbe sfaldata contro la corazza come avrebbe fatto normalmente.
Quando usata contro i carri armati britannici, la pallottola invertita poteva penetrare il loro scafo ma più spesso poteva causare una grave incrinatura della corazza. Ciò provocava una violenta dispersione di frammenti di metallo (detti spall), dalla parte opposta dello scafo, che avrebbe ferito o ucciso l'equipaggio all'interno, massimizzando l'efficacia finale. Sulle brevi distanze, l'armatura richiedeva uno spessore minimo di 1⁄2 pollice (12,7 mm) per fermare una pallottola invertita. In alcuni casi i tedeschi utilizzarono le pallottole invertite anche a corto raggio per impiego antiuomo contro la fanteria francese.
Tuttavia le pallottole invertite a volte danneggiavano i fucili, spesso ferendo i soldati e divenendo presto impopolari tra la fanteria tedesca. Più tardi nella prima guerra mondiale i tedeschi abbandonarono l'uso delle pallottole invertite in seguito allo sviluppo della pallottola K, perforante e appositamente concepito per i bersagli corazzati.